# (145588) Sudongpo
(145588) Sudongpo est un astéroïde de la ceinture principale.

## Description
(145588) Sudongpo est un astéroïde de la ceinture principale. Il fut découvert le 15 août 2006 à l'observatoire de Lulin par Ye Quan-Zhi. Il présente une orbite caractérisée par un demi-grand axe de 2,32 UA, une excentricité de 0,11 et une inclinaison de 6,6° par rapport à l'écliptique.

## Compléments